# IC 3261
IC 3261 ist eine linsenförmige Galaxie vom Hubble-Typ S0/a im Sternbild Jungfrau nördlich der Ekliptik. Sie ist schätzungsweise 854 Millionen Lichtjahre von der Milchstraße entfernt und hat einen Durchmesser von etwa 230.000 Lj.
Im selben Himmelsareal befinden sich u. a. die Galaxien NGC 4330, NGC 4352, NGC 4371, IC 3239.
Das Objekt wurde am 7. Mai 1904 von Royal Harwood Frost entdeckt.